# Алфонсо I од Арагона
Алфонсо I од Арагона, познат као Алфонсо I Борац (1073, Хака - 7. септембар 1134, Уеска) је био краљ Арагона и Наваре (1104—1134)   из династије Хименез.
Био је син краља Арагона и Наваре Санча Рамиреза.
На престолу Арагона и Наваре је наследио брата Петра .
Арагон у ужем смислу представљао је један од економски најзаосталијих делова Шпаније. Био је типично феудална област, где је сељаштво било потпуно зависно од феудалних поседника. Феудалци су имали право да убију и осакате сељаке. Сељаци су били без икакве судске заштите од њихове самовоље. У Арагону су сељаци морали да, поред уобичајених кметовских обавеза, сносе и низ других, такозваних рђавих обичаја (malos usos). Сениор би заузео читаво имање сељака, ако би овај умро без деце, и велики део наследства ако би остала за њим деца. Од сељака су узимане нарочите глобе за прекршај брачне верности, у случају пожара на поседу сениора итд. У рђаве обичаје спада и право прве ноћи, насилно узимање дојкиња и низ других обавеза. Феудалци су се одликовали знатном самосталношћу и вршили су огроман утицај на политичко уређење државе. Они су међусобно склапали савезе, могли су да краљу објаве рат, сами су бирали и збацивали краља. Били су ослобођени свих дажбина. Овде ми видимо пуну власт феудалаца, међу којима су се разликовали крупни — рикос омбрес, средњи и ситни — хидалго. Ниже племство било је потпуно зависно од вишег. У самом Арагону градови су били економски слаби и нису имали политичког утицаја .
Године 1118. освојио је Сарагосу и на тај начин готово удвостручио подручје Арагона .
Умро је 7. септембра 1134. године у Уески, без деце, па га је на престолу Арагона наследио брат Рамиро, а на престолу Наваре његов далеки рођак Гарсија Рамирез .

## Породично стабло
|  |                             |  |  |  |  |  |  |  |  |  |  |  |  |  |  |  |
|  | 2. Санчо Рамирез од Арагона |  |  |  |  |  |  |  |  |  |  |  |  |  |  |  |
|  |                             |  |  |  |  |  |  |  |  |  |  |  |  |  |  |  |
|  |                             |  |  |  |  |  |  |  |  |  |  |  |  |  |  |  |
|  | 1. Алфонсо I од Арагона     |  |  |  |  |  |  |  |  |  |  |  |  |  |  |  |
|  |                             |  |  |  |  |  |  |  |  |  |  |  |  |  |  |  |
|  |                             |  |  |  |  |  |  |  |  |  |  |  |  |  |  |  |
|  | 3. Felicia of Roucy         |  |  |  |  |  |  |  |  |  |  |  |  |  |  |  |
|  |                             |  |  |  |  |  |  |  |  |  |  |  |  |  |  |  |
|  |                             |  |  |  |  |  |  |  |  |  |  |  |  |  |  |  |